# Carmen Gutiérrez
María del Carmen Gutiérrez Ibañes (Zaragoza, 3 de noviembre de 1969) es una actriz española.

## Biografía
Licenciada en Arte Dramático por la Real Escuela Superior de Arte Dramático de Madrid y en Derecho por la Universidad de Zaragoza.
El papel con el que alcanzaría más popularidad es el de Benita Sánchez en la serie Amar en tiempos revueltos interpretando a una mujer maltratada psicológicamente por su hermana que acaba enloqueciendo. Por esta interpretación sería nominada a mejor actriz secundaria de televisión por la Unión de Actores y Actrices en 2011.
En el año 2012 participó en la miniserie sobre la vida de la cantante Isabel Pantoja titulada Mi gitana, interpretando a Mayte Zaldívar, exmujer de Julián Muñoz, exalcalde de Marbella. En 2014 participa en la serie Los misterios de Laura interpretando a Isabel Villanueva durante varios episodios.
En la gran pantalla hemos podido verla en El mal ajeno, La soledad y Cándida.
En 2014 escribe y dirige su primer cortometraje Laisa con el que gana el Certamen Cine y Mujer de Andorra y obtiene el segundo premio del jurado en el Festival Faludi en Budapest.

## Filmografía seleccionada

### Televisión
- Heridas como jueza (2022)
- 45 revoluciones como Elisa (2019)
- Secretos de Estado como Directora de Instituto (2018)
- Grupo 2 Homicidios como Paqui en un episodio (2017)
- 11-D, Una mañana de invierno como Adela (2017)
- El Caso: Crónica de sucesos como Loli durante cuatro episodios (2016)
- El Ministerio del tiempo como María Cristina de Borbón-Dos Sicilias en un episodio (2015)
- Ciega a citas durante dos episodios (2014)
- Los misterios de Laura como Isabel Villanueva durante siete episodios (2014)
- Mi gitana como Mayte Zaldívar en todos los episodios (2012)
- Amar en tiempos revueltos como Beníta Sánchez durante más de 200 episodios (2010-2012)
- Acusados como Ana durante dos episodios (2010)
- Cuéntame cómo pasó como Cristina Pousa en seis episodios (2005 a 2009)
- El Internado como Ginecóloga en un episodio (2009)
- Física o química como Cristina en dos episodios (2009)
- Hospital Central como Yolanda e Irene durante cuatro episodios (2004 y 2009)
- La tira como Encarna Villar durante toda la serie, 230 episodios (2008)
- Herederos como enfermera durante dos episodios (2007)
- Génesis como Teresa, en un episodio (2006)
- El comisario como María, en un episodio (2006)
- Gominolas como Alicia (2007)

### Cine

#### Largometrajes
- El mal ajeno como Ángela (2010)
- La soledad como Miriam (2007)
- Cándida como la secretaria de Pablo (2006)

#### Cortometrajes
- Sexteen, como madre (2015)
- Laisa (directora) (2014)
- Conciencia robada, como Barreiro (2014)
- Página 52 (2014)

## Teatro
- 2019: "El jardín de los cerezos", de Anton Chejov, dirección Ernesto Caballero. Teatro Valle-Inclán, Centro Dramático Nacional y Teatro nacional de Cataluña.
- 2018: "Un bar bajo la arena", de Jose Ramón Fernández, dirección Ernesto Caballero. Sala princesa Teatro María Guerrero. Centro Dramático Nacional.
- 2018: "Acastos", de Iris Murdoch, dirección Ernesto Caballero. Centro Dramático Nacional.
- 2017: "Beatriz Galindo en Estocolmo", de Blanca Baltés, dirección Carlos Fernández de Castro, Centro Dramático Nacional. Protagonista: Isabel Oyarzábal.
- 2016: "Jardiel, un escritor de ida y vuelta", versión y dirección Ernesto Caballero, Centro Dramático Nacional, Teatro María Guerrero, personaje: Gracia.
- 2016: "Tratos", texto y Dirección de Ernesto Caballero, Centro Dramático Nacional. Pers: Fátima.
- 2016: "Luciérnagas", de Carolina Román, dirección Marta Álvarez, Teatro del Arte, Madrid. Lucía.
- 2015: "Cancún" de Jordi Galcerán, dirección de Gabriel Olivares. Gira 2015. Pers. (Laura).
- 2014: "Dios no tiene tiempo libre". Texto y dirección de Lucía Etxebarría. Teatro del Arte. Madrid. (Alexia).
- 2014. "Flores para Sally". (monólogo) Texto y dirección de Lucía Etxebarría. Sala Victoria. Madrid.
- 2012: "La larga cena de Navidad": Dirección Juan Pastor, Teatros del Canal. Madrid. (Tía Elisa).
- 2009: "Bailando en Lughnasa". De Brian Field, dirección Juan Pastor. Teatro Guindalera. (Rose).
- 2008: "Mucho ruido y pocas nueces". Teatro de Fondo. Festival de Almagro y Círculo de Bellas Artes, Madrid.
- 2007: "Las visitas deberían estar prohibidas por el Código Penal", de Miguel Mihura, dirección Ernesto Caballero. Centro Dramático Nacional. Teatro María Guerrero. Madrid. (Moderna)
- 2006-2007: “Sainetes” de Ramón de la Cruz, dirección Ernesto Caballero. Compañía Nacional de Teatro Clásico. Teatro Pavón. Personaje. (Garcesa).
- 2005: ”Sentido del deber”, texto y dirección de Ernesto Caballero, Sala Itaca, Madrid. Pers : Cabo Enriquez
- 2005: ”La Duquesa de Malfi”, de John Webster. Dirección de Vanesa Martínez. Festival de Teatro Clásico de Almagro- - Teatro Galileo, Madrid Personaje: (Duquesa).
- 2003: “Metro” de Francisco Sanguino y Rafael González. La casa encendida. Madrid. Personaje:  (La mujer).
- 2002: “Noche de Golfemia”, de Salvador Granés. Dramaturgia y dirección : Ernesto Caballero. Teatro del Círculo de Bellas Artes de Madrid. Pers. (Gilí).
- 2002: ”Agnes de Dios” de John Pielmeier, dirección: Juan Pastor. Teatro Guindalera. Madrid. (Psiquiatra)
- 2001:“La heredera” de Ruth y Augustus Goetz, dirección: Javier Posadas. Teatro Arriaga, Bilbao. (Ellen).
- 2000: “Antígona” de Sófocles. Dirección: Marta Timón. Orfeo de Sants, Barcelona. Personaje: (AntígoNa).

## Radio
- Asesinato en Nochevieja, de Ernesto Fucile[5] (2016)

## Premios
Premios Simón
| Año  | Categoría            | Película                                      | Resultado |
| ---- | -------------------- | --------------------------------------------- | --------- |
| 2014 | Mejor Cortometraje   | Laisa                                         | Nominado  |
| 2017 | Mejor interpretación | Grupo 2 Homicidios: «El crimen de la pensión» | Ganadora  |
| 2024 | Mejor actriz         | Retales                                       | Nominada  |

Gala Raccord (Aragonia)
| Año  | Categoría    | Película | Resultado |
| ---- | ------------ | -------- | --------- |
| 2017 | Mejor Actriz | Némesis  | Ganadora  |

Festival de Cine La Fila de Valladolid
| Año  | Categoría    | Película        | Resultado |
| ---- | ------------ | --------------- | --------- |
| 2017 | Mejor Actriz | Ya no te quiero | Ganadora  |

Premios Unión de Actores y Actrices
| Año  | Categoría               | Película                  | Resultado |
| ---- | ----------------------- | ------------------------- | --------- |
| 2011 | Mejor Actriz Secundaria | Amar en tiempos revueltos | Nominada  |

Festival de Cine y Mujer de Andorra
| Año  | Categoría          | Película | Resultado |
| ---- | ------------------ | -------- | --------- |
| 2015 | Mejor Cortometraje | Laisa    | Ganadora  |

Festival Internacional Faludi
| Año  | Categoría      | Película | Resultado |
| ---- | -------------- | -------- | --------- |
| 2015 | Segundo Premio | Laisa    | Ganadora  |

Festival Fuentes de Ebro
| Año  | Categoría                 | Película | Resultado |
| ---- | ------------------------- | -------- | --------- |
| 2014 | Mejor Actriz Protagonista | Laisa    | Ganadora  |
| 2014 | Mejor Actriz Secundaria   | Laisa    | Ganadora  |
| 2014 | Mejor Guion               | Laisa    | Nominada  |
| 2014 | Mejor Dirección           | Laisa    | Nominada  |